# Aarde (Brettensuite 17)
Aarde (Brettensuite 17) is een beeld geplaatst aan de Australiëhavenweg in Amsterdam Westpoort.
Aarde is een onderdeel van een beeldengroep getiteld Brettensuite; een serie kunstwerken in het Brettenpark. De kunstenaar Herbert Nouwens noemde het “kralen aan een ketting” die door het landschap voert. De “suite” haalde de kunstenaar uit de muziekwereld, waarin de suite staat voor een aantal gezamenlijk uit te voeren stukjes, die echter ook zelfstandig door het leven kunnen gaan. Het is nummer 17 in de reeks. 
Het beeld wijkt in het gebruik van materialen af van de overige beelden in de reeks. Daar waar de overige negentien beelden alleen zijn opgebouwd uit een onderplaat met een plastiek van cortenstaal, paste de kunstenaar hier ook keien toe. Het kunstwerk staat op twee Stelconplaten, waarop schijnbaar een stellage gemaakt van cortenstaal staat. In die stellage zijn vier grote keien keurig opgeborgen. Aan de overzijde van de Australiëhavenweg staat de beeldengroep Plastische tekens in steen van Ben Guntenaar die voorheen op het Confusiusplein stond. De kunstvoorwerpen staan op de zuidelijke helling van brug 1950.

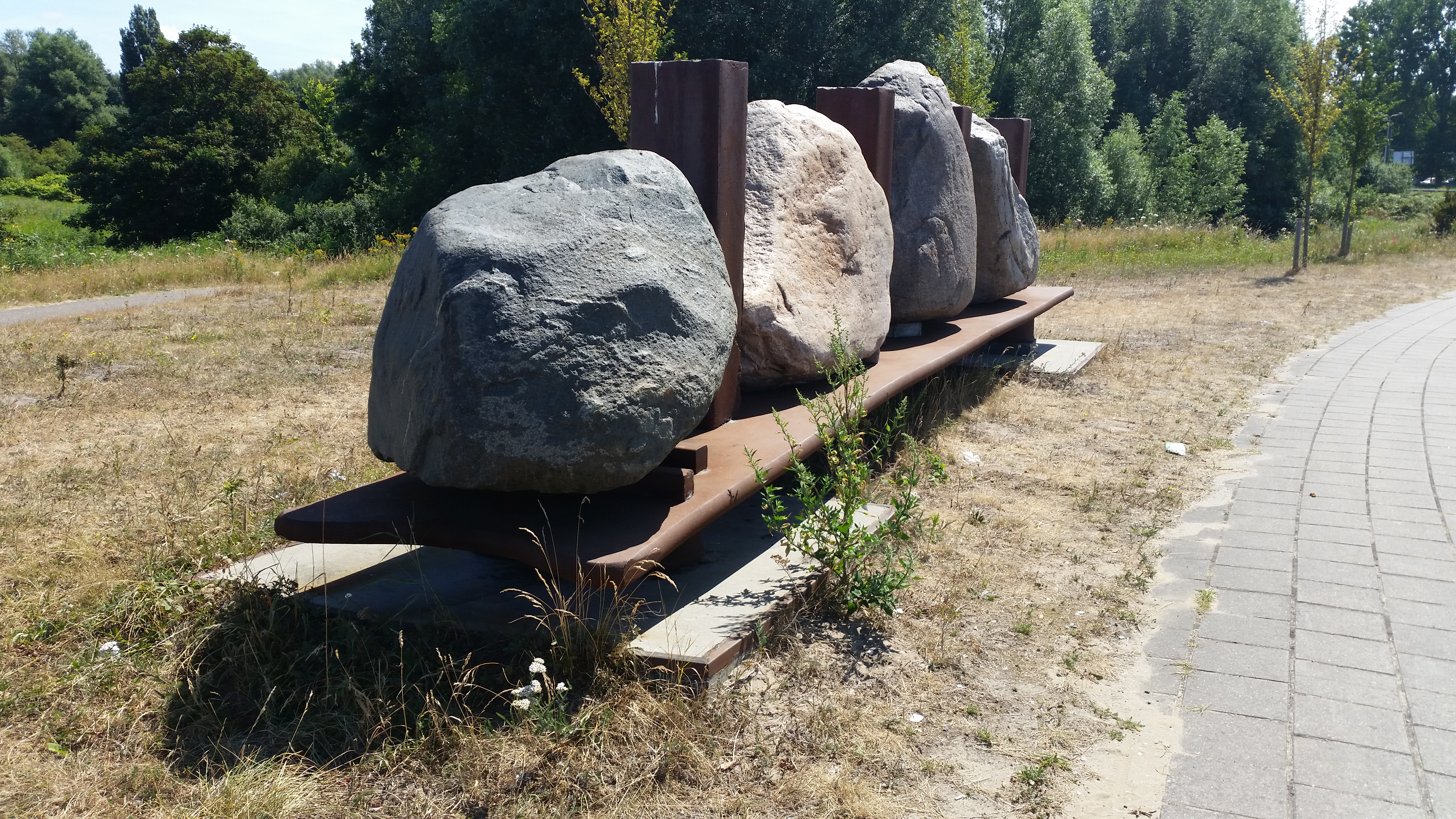
Aarde van noord naar zuid; westkant (juli 2018)